# 馬惠珍
馬惠珍（1960年8月24日—），童星出道，台灣女演員，2011年以《路邊董事長》入圍第46屆金鐘獎戲劇節目最佳女配角。

## 戏剧
| 頻道       | 劇名                          |
| ---------- | ----------------------------- |
| 中視       | 《想見你》                    |
| 台視       | 《再見阿郎》                  |
| 台視       | 《天上圣母妈祖》              |
| 台視       | 《怀玉传奇 千金妈祖》         |
| 台視       | 《巔峰時代》                  |
| 台視       | 《女人花》                    |
| 台視       | 《加油！美玲》                |
| 台視       | 《700歲旅程》                 |
| 台視       | 《牡丹花開》                  |
| 台視       | 《生生世世》                  |
| 華視       | 《江南遊》                    |
| 華視       | 《寶島奇女子》                |
| 華視       | 《吾土吾民》                  |
| 華視       | 《春望》                      |
| 華視       | 《諜海奇花》                  |
| 華視       | 《諜海風雲》                  |
| 華視       | 《煙雨江南》                  |
| 華視       | 《俠客行》                    |
| 華視       | 《神劍無敵》                  |
| 華視       | 《藍與黑》                    |
| 華視       | 《鐵劍蘭花鷹》                |
| 華視       | 華視劇展《今夜摘星去》        |
| 華視       | 華視劇展《今夜星辰》          |
| 華視       | 《烽火佳人》                  |
| 華視       | 《守著陽光守著你》            |
| 華視       | 《酒瓶可賣否》                |
| 華視       | 《媽祖的故事》                |
| 華視       | 《蚱蜢與公雞》                |
| 華視       | 《京華煙雲》                  |
| 華視       | 《一門英烈穆桂英》            |
| 華視       | 《白牡丹》                    |
| 華視       | 《煙雨濛濛》                  |
| 華視       | 《庭院深深》                  |
| 華視       | 《在水一方》                  |
| 華視       | 《思慕的人》                  |
| 華視       | 《皇帝與公主》                |
| 華視       | 《冰點》                      |
| 華視       | 《珍珠》                      |
| 華視       | 《施公奇案》                  |
| 華視       | 《土地公傳奇》                |
| 華視       | 《懷玉公主》                  |
| 華視       | 《珍珠彩衣》                  |
| 華視       | 《天長地久》                  |
| 華視       | 《情人看招》                  |
| 民視       | 《富贵在天》                  |
| 民視       | 《大腳阿媽》                  |
| 民視       | 《民視劇場－台北超級市民》    |
| 民視       | 《金枝玉葉》                  |
| 民視       | 《情義》                      |
| 民視       | 《世间路》                    |
| 民視       | 《慾望人生》                  |
| 民視       | 《夫妻天註定》                |
| 民視       | 《娘家》                      |
| 民視       | 《風水世家》                  |
| 民視       | 《龍飛鳳舞 (電視劇)》         |
| 民視       | 《廉政英雄》                  |
| 民視       | 《嫁妝》                      |
| 民視       | 《星座愛情牡羊女》            |
| 大愛電視   | 《日出》                      |
| 大愛電視   | 《春暉》                      |
| 大愛電視   | 《愛在碧海藍天》              |
| 大愛電視   | 《擺渡﹙下﹚》                |
| 大愛電視   | 《台九線上的愛》              |
| 大愛電視   | 《幸福一牛車》                |
| 大愛電視   | 《芳草碧連天》                |
| 大愛電視   | 《醫世情》                    |
| 大愛電視   | 《我的尪我的某》              |
| 大愛電視   | 《路邊董事長》                |
| 大愛電視   | 《我愛美金》                  |
| 大愛電視   | 《何處是我家》                |
| 大愛電視   | 《畫人生》                    |
| 大愛電視   | 《人間渡系列-風箏的祝福》     |
| 大愛電視   | 《人間渡系列-伴你同行》       |
| 大愛電視   | 《愛的微光》                  |
| 大愛電視   | 《白袍的約定》                |
| 大愛電視   | 《伴你同行》                  |
| 大愛電視   | 《家好月圓》                  |
| 大愛電視   | 《夢田系列-築夢計畫》         |
| 大愛電視   | 《夢田系列-愛，川流不息》     |
| 大愛電視   | 《人醫群俠傳系列-角落的溫柔》 |
| 大愛電視   | 《路長情更長》                |
| 大愛電視   | 《心開運轉》                  |
| 大愛電視   | 《美好歲月》                  |
| 大愛電視   | 《指尖的溫暖》                |
| 大愛電視   | 《情牽萬里》                  |
| 大愛電視   | 《光合一加一》                |
| 大愛電視   | 《河畔卿卿》                  |
| 大愛電視   | 《不能沒有妳》                |
| 大愛電視   | 《萬里桂花香》                |
| 大愛電視   | 《文武親家》                  |
| 大愛電視   | 《歸·娘家》                   |
| 大愛電視   | 《望月》                      |
| 大愛電視   | 《我家的方程式》              |
| 大愛電視   | 《愛上ㄆㄤˋ滋味》             |
| 大愛電視   | 《車站人生》                  |
| 大愛電視   | 《竹南往事》                  |
| 大愛電視   | 《在愛之外》                  |
| 大愛電視   | 《超完美任務》                |
| 大愛電視   | 《幸福 遲到了》               |
| 大愛電視   | 《同學，早安！                |
| 大愛電視   | 《程哥懺悔路》                |
| 大愛電視   | 《人生二十甲》                |
| 大愛電視   | 《與愛同行》                  |
| 大愛電視   | 《飄洋過海來愛你》            |
| 大愛電視   | 《先生娘》                    |
| 大愛電視   | 《你好，我是誰？》            |
| 公視       | 《蛇杖》                      |
| 公視       | 《小貓熊胖達的奇幻冒險》      |
| TVBS歡樂台 | 《哇！陳怡君》                |
| 八大電視   | 《你是春風我是雨》            |
| 客家電視台 | 《十里桂花香》                |
| 客家電視台 | 《三隻小蟲》                  |
| 壹電視     | 《真的漢子》                  |
| friDay影音 | 《國際橋牌社》                |
| LINE TV    | 《金愛演真探團》              |
| 大陸劇     | 《怪俠歐陽德》                |

## 獎項紀錄

### 金鐘獎
| 年份   | 獲提名         | 獎項                           | 結果 |
| ------ | -------------- | ------------------------------ | ---- |
| 2011年 | 《路邊董事長》 | 第46屆金鐘獎戲劇節目最佳女配角 | 提名 |

## 外部連結
- 馬惠珍的Facebook專頁
- 華文影史庫 馬惠珍 簡介 （页面存档备份，存于）